# 磁帶櫃

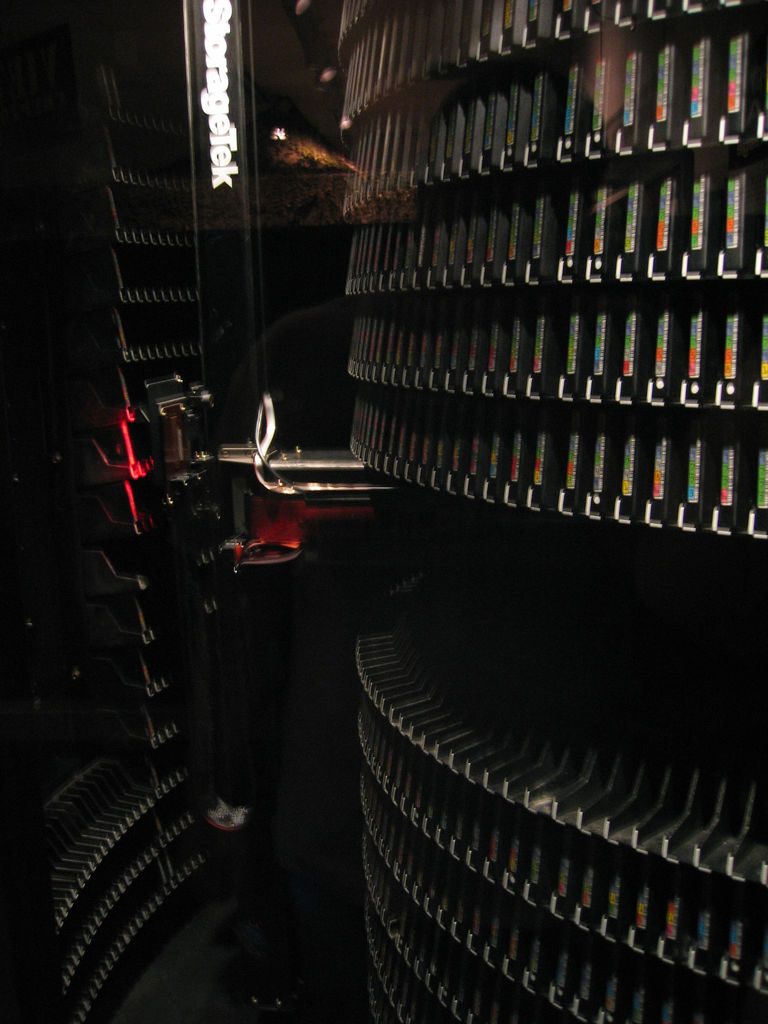
StorageTek製造的大型磁帶櫃

磁帶櫃（英語：Tape Library，有時也稱為：或），是一個資料儲存裝置、設備，機內包含了一到多個磁帶機（tape drives），同時機內也有多個溝槽可用來放置磁帶匣（tape cartridges），並有機械手臂來抓取磁帶匣，手臂上多半也設置條碼讀取器，能讀取磁帶匣上的條碼，以此來辨識磁帶匣的編號，而操作者與相關程式軟體也透過編號的對應查表可得知磁帶匣內所儲存記錄的內容資料，或至少可得知該匣的作用功效，此外手臂也具有自動演算能力，透過此能力使手臂能精確取出、放回各槽中的磁帶匣。而透過大量的磁帶匣存放與統整管理、統合運作的機械手臂，磁帶櫃可以管控龐大的儲存容量。
此外，比較小型化設計的磁帶櫃，其機內可能僅有一部磁帶機及一組機械手臂，此種小型磁帶櫃也被另稱為自動上帶機（autoloaders）。
以下簡單列舉數家研製、銷售磁帶櫃的業者：
- Storage Technology Corporation（簡稱：STK）美商存儲科技，2005年已由昇陽電腦公司收併
- IBM
- Advanced Digital Information Corporation（簡稱：ADIC）
- Tandberg挪威業者
- Overland
- Spectra Logic Corporation
- Certance（2004年已由Quantum昆騰公司收併）
- Quantum

## 另見
- 光碟櫃
- 硬碟櫃